# (6238) Septimaclark
(6238) Septimaclark es un asteroide perteneciente al cinturón de asteroides, región del sistema solar que se encuentra entre las órbitas de Marte y Júpiter, descubierto el 2 de julio de 1989 por Eleanor F. Helin desde el Observatorio del Monte Palomar, Estados Unidos.

## Designación y nombre
Designado provisionalmente como 1989 NM. Fue nombrado Septimaclark en homenaje a Septima Poinsette Clark, educadora estadounidense y activista de derechos civiles. Jugó un papel importante en el Movimiento por los derechos civiles en Estados Unidos, reconociendo cómo la alfabetización y la educación empoderan a los grupos marginados.

## Características orbitales
Septimaclark está situado a una distancia media del Sol de 2,563 ua, pudiendo alejarse hasta 2,967 ua y acercarse hasta 2,158 ua. Su excentricidad es 0,157 y la inclinación orbital 8,352 grados. Emplea 1498,76 días en completar una órbita alrededor del Sol.

## Características físicas
La magnitud absoluta de Septimaclark es 12,6. Tiene 7,766 km de diámetro y su albedo se estima en 0,249. 